# Plešivec
Plešivec (allemand : Pleißnitz, hongrois : Pelsőc) , est un village de Slovaquie situé dans la région de Košice.

## Histoire
La première mention écrite du village en 1243.
La localité fut annexée par la Hongrie après le premier arbitrage de Vienne le 2 novembre 1938. En 1938, on comptait 3 132 habitants dont 285 d'origine juive. Elle faisait partie du district de Rožňava (hongrois : Rozsnyói járás). Le nom de la localité avant la Seconde Guerre mondiale était Plešivec/Pelsőc. Durant la période 1938 - 1945, le nom hongrois Pelsőc était d'usage. À la libération, la commune a été réintégrée dans la Tchécoslovaquie reconstituée.

## Démographie

### Évolution de la population
| Année:               | 1994. | 2004.   | 2014.   | 2024.   |
| -------------------- | ----- | ------- | ------- | ------- |
| Nombre de personnes: | 2373  | 2417    | 2313    | 2160    |
| Différence:          |       | +1,85 % | -4,30 % | -6,61 % |

| Année:               | 2023. | 2024.   |
| -------------------- | ----- | ------- |
| Nombre de personnes: | 2178  | 2160    |
| Différence:          |       | -0,82 % |

## Patrimoine
À proximité du village, on peut admiré la grotte de Domica classée patrimoine mondial par l'UNESCO.

## Transport
Plešivec est une gare de jonction entre la ligne 160 entre Zvolen et Košice et les lignes 165 vers Revúca et Muráň et 166 vers Slavošovce.